# Резниченко, Владимир Измайлович
Влади́мир Измайлович Резниче́нко (род. 27 июля 1965, Алма-Ата) — советский, а позже немецкий, фехтовальщик, чемпион и бронзовый призёр Олимпийских игр.

## Карьера
На Олимпиаде в Сеуле Владимир вместе с Андреем Шуваловым, Павлом Колобковым, Михаилом Тишко и Игорем Тихомировым завоевал бронзовую медаль в фехтовании на шпагах среди команд. В индивидуальном первенстве он стал 8-м. В 1990 году Резниченко эмигрировал в ФРГ и на следующих Играх представлял Германию, которая выиграла в командной шпаге золото.